# П'єтро Малетті
П'єтро Малетті (італ. Pietro Maletti, 24 травня 1880, Кастільйоне-делле-Стів'єре, Королівство Італія — 9 грудня 1940, Сіді-Баррані, Єгипетське Королівство) — італійський військовий діяч, дивізійний генерал Королівської італійської армії, учасник Першої та Другої світових воєн, а також італійського вторгнення до Ефіопії. Загинув під час британського контрнаступу в Єгипті. 

## Біографія
П'єтро Малетті народився 24 травня 1880 року в Кастільйоне-делле-Стів'єре, що в регіоні Ломбардія, де й пішов до початкової школи. По її завершенню в 1898 році добровольцем вступив до Королівської італійської армії. У 1904 році був прийнятий до Військової академії Модени, яку закінчив у 1906 році у званні молодшого лейтенанта. У 1909 році отримав звання лейтенанта, у 1914 році — капітана.
Брав участь у Першій світовій війні, за проявлену мужність у 1917 році отримав звання майора. У серпні того ж року був відряджений до Лівії, де служив (з короткими перервами) до 1934 року. У 1927 році отримав звання підполковника. 
1931 року під безпосереднім керівництвом Родольфо Граціані брав участь у придушенні національно-визвольного повстання Омара аль-Мухтара.
У травні 1934 року П'єтро Малетті повернувся до Італії, проте вже у січні 1935 року був переведений в Сомалі, де очолив 1-у арабо-сомалійську бригаду, разом із якою брав участь у війні з Ефіопією. 1936 року за заслуги перед державою отримав звання бригадного генерала.
Після завершення війни на окупованій італійськими військами території Ефіопії розгорнулась партизанська війна за незалежність. 19 лютого 1937 року Граціані організував урочисту церемонію на честь народження первістка кронпринца Умберто, проте під час святкування у палац прилетіли три снаряди, випущені ефіопськими партизанами. Унаслідок цього загинуло семеро осіб та поранено понад півсотні. Самого маршала, тяжко пораненого осколками, доправили до місцевої лікарні. Військова поліція та італійська розвідка запідозрили місцеве духовенство у співпраці з борцями за незалежність.
У відповідь на імовірну участь місцевого духовенства в ефіопському русі опору Родольфо Граціані наказав розстріляти ченців монастиря Дебре-Лібанос. Здійснення даної акції 19 травня 1937 року було доручено П'єтро Малетті. Занепокоївшись через потенційні наслідки такого діяння, Малетті не поспішав виконувати наказ. Замість цього він надіслав маршалу телеграму, у якій ще раз уточнив алгоритм своїх подальших дій, на що отримав від Граціані підтвердження попереднього розпорядження. 
Наприкінці травня 1937 року у Дебре-Лібаносі наказ було виконано, унаслідок чого загинуло 320 ченців.
У 1939 році П'єтро Малетті повернувся до Італії, де очолив 28-му піхотну дивізію «Аоста», однак уже в січні 1940 року він знову вирушив до Лівії, де Італо Бальбо передав йому в командування спеціально створену механізовану групу, названу іменем самого генерала (Raggruppamento sahariano "Maletti").
Брав участь у вторгненні в Єгипет, командував наступом із району Мусаїд, рухаючись у напрямку до Сіді-Баррані та діючи разом із 62-ю та 63-ю піхотними дивізіями.
Загину 9 грудня 1940 року під час атаки британцями італійського опорного пункту Нібейва поблизу Сіді-Баррані в ході операції «Компас».

## Вшанування
На честь П'єтро Малетт названі вулиці в Мантуї, Коккуїо-Тревізаго та Кастільйоне-делле-Стів'єре.

## Нагороди
- Золота медаль «За військову доблесть»
- Командор Ордена Корони Італії
- Командор Ордена Корони Італії